# 淡雪丸
淡雪丸（學名：Mammillaria albicoma）是墨西哥的特有種仙人掌，主要分布在墨西哥新萊昂州、聖路易斯波托西州、塔毛利帕斯州，棲地為熱帶沙漠，現正面臨棲地破壞及非法採摘的威脅。